# The Misleading Lady (film 1920)
The Misleading Lady è un film muto del 1920 diretto da George Irving e George W. Terwilliger che aveva come interpreti Bert Lytell e Lucy Cotton.

La sceneggiatura di Lois Zellner si basa su sull'omonimo lavoro teatrale di Charles W. Goddard e Paul Dickey andato in scena in prima al Fulton Theatre di Broadway il 25 novembre 1913.
La commedia di Dickey e Goddard era già stata adattata per il cinema con un precedente The Misleading Lady; diretto da Arthur Berthelet, il film del 1916 fu interpretato da Henry B. Walthall e Edna Mayo. Sempre con il titolo The Misleading Lady, nel 1932 uscì un altro film che, prodotto dalla Paramount e diretto da Stuart Walker, aveva come protagonista Claudette Colbert.

## Produzione
Alcune scene del film, prodotto dalla Metro Pictures Corporation, vennero girate a Lake Placid, nello stato di New York. Durante la lavorazione, mentre si trovava a Stamford, nel Connecticut, il regista George W. Terwilliger si ammalò e venne sostituito da George Irving.

## Distribuzione
Il copyright del film, richiesto dalla Metro Pictures Corp., fu registrato il 15 gennaio 1921 con il numero LP16129.

Distribuito dalla Metro Pictures Corporation, il film uscì nelle sale statunitensi il 20 dicembre 1920. Sempre nello stesso anno, uscì anche nel Regno Unito, distribuito dalla Jury Imperial Pictures. In Danimarca, fu distribuito il 27 agosto 1923 con il titolo Trold kan tæmmes; in Svezia, uscì come Kvinnorovet.
Non si conoscono copie ancora esistenti della pellicola che viene considerata presumibilmente perduta.